# Białas
Białas, pseudonimo di Mateusz Karaś (Teresin, 11 dicembre 1987), è un rapper polacco.

## Biografia
Inizia la sua carriera musicale nel 2006, pubblicando il mixtape H8ME Mixtape Vol. 1, e partecipando ad alcune competizioni di freestyle. Nel 2009 comincia una collaborazione con il rapper Solar, che culmina con la pubblicazione degli album Z ostatniej ławki e Stage Diving. Nel 2015 esce il suo primo album solista, Rehab, che vede la partecipazione di rapper come Paluch e Quebonafide.
Nel 2016 è la volta di H8M4, contenente le collaborazioni di Bedoes 2115, Zui, Solar e Beteo, che raggiunge la prima posizione nella classifica polacca. Dal 2017 si intensifica la sua collaborazione con il produttore Lanek, con il quale pubblica l'album Polon. Il 5 ottobre 2018 esce Hyper2000, seguito nel 2020 da H8M5, caratterizzato dalla presenza di artisti come Szpaku, Bedoes 2115, Pezet, Smolasty, Mata e White 2115.
Con quest'ultimo pubblica l'anno successivo l'album Diamentowy las, a cui si aggiunge il progetto solista Murem za Bonusem. Nel 2023 esce l'album Newcomer, che presenta collaborazioni con i rapper Kaz Bałagane, Malik Montana, White 2115 e Young Igi. Il 28 giugno 2024 pubblica invece Polonn, sempre prodotto da Lanek.

## Discografia

### Album in studio
- 2011 – Z ostatniej ławki (con Solar)
- 2013 – Stage Diving (con Solar)
- 2015 – Rehab
- 2016 – H8M4
- 2016 – #Nowanormalnosc (con Solar)
- 2017 – Polon (con Lanek)
- 2018 – Hyper2000 (con Lanek)
- 2020 – H8M5
- 2021 – Diamentowy las (con White 2115)
- 2021 – Murem za Bonusem
- 2023 – Newcomer
- 2024 – Polonn (con Lanek)

### Mixtape
- 2006 – H8ME Mixtape Vol. 1
- 2007 – H8ME Mixtape Vol. 2
- 2008 – H8ME Mixtape Vol. 3
- 2010 – Burza po ciszy (con Solar)
- 2010 – Zakazane owoce (con Kazzam)
- 2011 – Odliczanie Mixtape (con Solar)
- 2011 – Z oślej ławki (con Solar)
- 2012 – ToNiePolskieYesss (con Solar)
- 2015 – Klik Klaki Mixtape
- 2017 – In Hajs We Trust (con Lanek)
- 2018 – In Hajs We Trust 2 (con Lanek)
- 2023 – In Hajs We Trust 3: ostateczne rozliczenie (con Lanek)

### EP
- 2009 – Na czczo (con Solar)
- 2015 – Demówka EP (con Quebonafide)
- 2015 – Iskry i klik klaki (con Solar)
- 2020 – H8
- 2020 – Me
- 2023 – Głowa rodziny